# 苏道俨
苏道俨（1951年—），广西宾阳人，汉族，中华人民共和国政治人物、第十一届全国人民代表大会广西地区代表。
毕业于广西大学工业经济管理专业，是中共党员。担任自治区财政厅党组书记、厅长。2008年起担任全国人大代表。